# SynergySP
Y.K. SynergySP (jap. 有限会社SynergySP, Yūgen-gaisha SynergySP, engl. SynergySP Co., Ltd.) ist ein japanisches Animationsstudio.

## Geschichte
Das Studio wurde am 24. September 1998 als Y.K. Synergy Japan (有限会社シナジージャパン, Yūgen-gaisha Shinajī Japan) von dem Regisseur Minoru Okazaki, dem Animator und Character Designer Minoru Maeda sowie Hiroshi Wagatsuma gegründet, die alle zuvor für Studio Junio gearbeitet hatten.
Die erste Produktion des Studios entstand 2003 in Zusammenarbeit mit Actas in Form der Anime-Serie Mermaid Melody: Pichi Pichi Pitch. 
2005 ging das Studio eine Kooperation mit Shōgakukan Production (heute: Shōgakukan-Shūeisha Production) zur Anime-Adaption von Mangas des Verlags Shōgakukan ein, worauf sich das Studio in SynergySP umbenannte. Das Studio produzierte unter anderem Adaptionen der Manga Duel Masters und Beyblade: Metal Fusion, die auch im deutschen Raum ausgestrahlt wurden.

## Produktionen

### Fernsehserien
- 2003: Mermaid Melody: Pichi Pichi Pitch
- 2004: Duel Masters Charge
- 2004: Major
- 2004: Mermaid Melody: Pichi Pichi Pitch Pure
- 2004: Panda-Z: The Robonimation
- 2005: MÄR – Märchen Awakens Romance
- 2006: Kirarin Revolution
- 2006: Shinseiki Duel Masters Flash
- 2007: Dual Masters Zero
- 2007: Hayate no Gotoku!
- 2007: Treasure Gaust
- 2007: Zero Dual Masters
- 2008: Kirarin Revolution: Stage 3
- 2008: Zettai Karen Children
- 2009: Cross Game
- 2010: Beyblade: Metal Fusion
- 2010: Galaxy Racer: Scan2Go
- 2011: Beyblade: Metal Fusion
- 2011: Chibi Devi!
- 2011: Cross Fight B-Daman
- 2012: Cross Fight B-Daman eS
- 2012: Initial D: Fifth Stage
- 2013: Beast Saga

### Weitere Anime-Produktionen
- 2010: Gekijōban Metal Fight Beyblade vs Taiyō: Shakunetsu no Shinryakusha Sol Blaze (Film)
- 2010: Major: Message (OVA)
- 2010: Zettai Karen Children – Aitazōsei! Ubawareta Mirai? (OVA)
- 2011: Chocolat no Mahō (OVA)
- 2011: Hime Gal Paradise: Love & Beauty (OVA)
- 2011: Major World Series Hen: Yume no Shunkan e (OVA)
- 2011: Oresama Kingdom: Kings of My Love (OVA)
- 2012: Ijime – Ikenie no Kyōshitsu (OVA)
- 2014: 12-sai. (OVA)
- 2015: 12-sai. (OVA)
- 2015: Happy ComeCome (Film)